# سیارک ۱۴۶۱۹
سیارک ۱۴۶۱۹ (به انگلیسی: 14619 Plotkin، نامگذاری:1998UF9) چهارده هزار و ششصد و نوزدهمین سیارک کشف شده‌است که در ۱۶ اکتبر ۱۹۹۸ کشف شد.
قدر مطلق سیارک برابر ۱۱.۲ است.